# Шукшта, Януш
Януш Шукшта (пол. Janusz Szukszta, род. 25 июня 1932, Варшава) — польский шахматист, национальный мастер.

## Биография
Победитель юниорского чемпионата Польши 1950 г.
Участник семи чемпионатов Польши (1952—1975 гг.). Лучший результат — дележ 3—5 мест в 1956 г. (по дополнительным показателям уступил бронзовую медаль В. Лучиновичу).
В составе клубов «Kolejarz Warszawa» / «Polonia Warszawa» и «Legion Warszawa» девятикратный победитель (1952, 1959, 1960, 1961, 1963, 1964, 1967, 1969, 1972 гг.), трехкратный серебряный (1965, 1968, 1971 гг.) и двукратный бронзовый (1962 и 1966 гг.) призер командных чемпионатов Польши. В составе клуба «Legion Warszawa» победитель двух командных чемпионатов Польши по быстрым шахматам (1967 и 1975 гг.).
В составе сборной Польши участник шахматной олимпиады 1958 г., отборочных соревнований командного чемпионата Европы 1961 г., командного чемпионата мира среди студентов 1956 г., 6-го командного турнира дружественных армий 1969 г., матча со сборной Белорусской ССР (1956 / 57 гг.).
Участник мемориала Д. Пшепюрки 1957 г.
Победитель опен-турниров в Августове (1974 г.), Алжире и Мечери (оба в 1979 г.).

## Примечательная партия
|   | a | b | c | d | e | f | g | h |   |
| - | --- | --- | --- | --- | --- | --- | --- | --- | - |
| 8 | g8 чёрный король · b7 чёрная ладья · c7 белый слон · f7 чёрная пешка · h7 чёрная пешка · c6 чёрный конь · g6 чёрная пешка · b5 чёрная пешка · d5 чёрная пешка · b4 белая пешка · d4 белая пешка · c3 белый конь · g3 белая пешка · b2 белая ладья · c2 чёрный слон · f2 белая пешка · h2 белая пешка · g1 белый король | g8 чёрный король · b7 чёрная ладья · c7 белый слон · f7 чёрная пешка · h7 чёрная пешка · c6 чёрный конь · g6 чёрная пешка · b5 чёрная пешка · d5 чёрная пешка · b4 белая пешка · d4 белая пешка · c3 белый конь · g3 белая пешка · b2 белая ладья · c2 чёрный слон · f2 белая пешка · h2 белая пешка · g1 белый король | g8 чёрный король · b7 чёрная ладья · c7 белый слон · f7 чёрная пешка · h7 чёрная пешка · c6 чёрный конь · g6 чёрная пешка · b5 чёрная пешка · d5 чёрная пешка · b4 белая пешка · d4 белая пешка · c3 белый конь · g3 белая пешка · b2 белая ладья · c2 чёрный слон · f2 белая пешка · h2 белая пешка · g1 белый король | g8 чёрный король · b7 чёрная ладья · c7 белый слон · f7 чёрная пешка · h7 чёрная пешка · c6 чёрный конь · g6 чёрная пешка · b5 чёрная пешка · d5 чёрная пешка · b4 белая пешка · d4 белая пешка · c3 белый конь · g3 белая пешка · b2 белая ладья · c2 чёрный слон · f2 белая пешка · h2 белая пешка · g1 белый король | g8 чёрный король · b7 чёрная ладья · c7 белый слон · f7 чёрная пешка · h7 чёрная пешка · c6 чёрный конь · g6 чёрная пешка · b5 чёрная пешка · d5 чёрная пешка · b4 белая пешка · d4 белая пешка · c3 белый конь · g3 белая пешка · b2 белая ладья · c2 чёрный слон · f2 белая пешка · h2 белая пешка · g1 белый король | g8 чёрный король · b7 чёрная ладья · c7 белый слон · f7 чёрная пешка · h7 чёрная пешка · c6 чёрный конь · g6 чёрная пешка · b5 чёрная пешка · d5 чёрная пешка · b4 белая пешка · d4 белая пешка · c3 белый конь · g3 белая пешка · b2 белая ладья · c2 чёрный слон · f2 белая пешка · h2 белая пешка · g1 белый король | g8 чёрный король · b7 чёрная ладья · c7 белый слон · f7 чёрная пешка · h7 чёрная пешка · c6 чёрный конь · g6 чёрная пешка · b5 чёрная пешка · d5 чёрная пешка · b4 белая пешка · d4 белая пешка · c3 белый конь · g3 белая пешка · b2 белая ладья · c2 чёрный слон · f2 белая пешка · h2 белая пешка · g1 белый король | g8 чёрный король · b7 чёрная ладья · c7 белый слон · f7 чёрная пешка · h7 чёрная пешка · c6 чёрный конь · g6 чёрная пешка · b5 чёрная пешка · d5 чёрная пешка · b4 белая пешка · d4 белая пешка · c3 белый конь · g3 белая пешка · b2 белая ладья · c2 чёрный слон · f2 белая пешка · h2 белая пешка · g1 белый король | 8 |
| 7 | g8 чёрный король · b7 чёрная ладья · c7 белый слон · f7 чёрная пешка · h7 чёрная пешка · c6 чёрный конь · g6 чёрная пешка · b5 чёрная пешка · d5 чёрная пешка · b4 белая пешка · d4 белая пешка · c3 белый конь · g3 белая пешка · b2 белая ладья · c2 чёрный слон · f2 белая пешка · h2 белая пешка · g1 белый король | g8 чёрный король · b7 чёрная ладья · c7 белый слон · f7 чёрная пешка · h7 чёрная пешка · c6 чёрный конь · g6 чёрная пешка · b5 чёрная пешка · d5 чёрная пешка · b4 белая пешка · d4 белая пешка · c3 белый конь · g3 белая пешка · b2 белая ладья · c2 чёрный слон · f2 белая пешка · h2 белая пешка · g1 белый король | g8 чёрный король · b7 чёрная ладья · c7 белый слон · f7 чёрная пешка · h7 чёрная пешка · c6 чёрный конь · g6 чёрная пешка · b5 чёрная пешка · d5 чёрная пешка · b4 белая пешка · d4 белая пешка · c3 белый конь · g3 белая пешка · b2 белая ладья · c2 чёрный слон · f2 белая пешка · h2 белая пешка · g1 белый король | g8 чёрный король · b7 чёрная ладья · c7 белый слон · f7 чёрная пешка · h7 чёрная пешка · c6 чёрный конь · g6 чёрная пешка · b5 чёрная пешка · d5 чёрная пешка · b4 белая пешка · d4 белая пешка · c3 белый конь · g3 белая пешка · b2 белая ладья · c2 чёрный слон · f2 белая пешка · h2 белая пешка · g1 белый король | g8 чёрный король · b7 чёрная ладья · c7 белый слон · f7 чёрная пешка · h7 чёрная пешка · c6 чёрный конь · g6 чёрная пешка · b5 чёрная пешка · d5 чёрная пешка · b4 белая пешка · d4 белая пешка · c3 белый конь · g3 белая пешка · b2 белая ладья · c2 чёрный слон · f2 белая пешка · h2 белая пешка · g1 белый король | g8 чёрный король · b7 чёрная ладья · c7 белый слон · f7 чёрная пешка · h7 чёрная пешка · c6 чёрный конь · g6 чёрная пешка · b5 чёрная пешка · d5 чёрная пешка · b4 белая пешка · d4 белая пешка · c3 белый конь · g3 белая пешка · b2 белая ладья · c2 чёрный слон · f2 белая пешка · h2 белая пешка · g1 белый король | g8 чёрный король · b7 чёрная ладья · c7 белый слон · f7 чёрная пешка · h7 чёрная пешка · c6 чёрный конь · g6 чёрная пешка · b5 чёрная пешка · d5 чёрная пешка · b4 белая пешка · d4 белая пешка · c3 белый конь · g3 белая пешка · b2 белая ладья · c2 чёрный слон · f2 белая пешка · h2 белая пешка · g1 белый король | g8 чёрный король · b7 чёрная ладья · c7 белый слон · f7 чёрная пешка · h7 чёрная пешка · c6 чёрный конь · g6 чёрная пешка · b5 чёрная пешка · d5 чёрная пешка · b4 белая пешка · d4 белая пешка · c3 белый конь · g3 белая пешка · b2 белая ладья · c2 чёрный слон · f2 белая пешка · h2 белая пешка · g1 белый король | 7 |
| 6 | g8 чёрный король · b7 чёрная ладья · c7 белый слон · f7 чёрная пешка · h7 чёрная пешка · c6 чёрный конь · g6 чёрная пешка · b5 чёрная пешка · d5 чёрная пешка · b4 белая пешка · d4 белая пешка · c3 белый конь · g3 белая пешка · b2 белая ладья · c2 чёрный слон · f2 белая пешка · h2 белая пешка · g1 белый король | g8 чёрный король · b7 чёрная ладья · c7 белый слон · f7 чёрная пешка · h7 чёрная пешка · c6 чёрный конь · g6 чёрная пешка · b5 чёрная пешка · d5 чёрная пешка · b4 белая пешка · d4 белая пешка · c3 белый конь · g3 белая пешка · b2 белая ладья · c2 чёрный слон · f2 белая пешка · h2 белая пешка · g1 белый король | g8 чёрный король · b7 чёрная ладья · c7 белый слон · f7 чёрная пешка · h7 чёрная пешка · c6 чёрный конь · g6 чёрная пешка · b5 чёрная пешка · d5 чёрная пешка · b4 белая пешка · d4 белая пешка · c3 белый конь · g3 белая пешка · b2 белая ладья · c2 чёрный слон · f2 белая пешка · h2 белая пешка · g1 белый король | g8 чёрный король · b7 чёрная ладья · c7 белый слон · f7 чёрная пешка · h7 чёрная пешка · c6 чёрный конь · g6 чёрная пешка · b5 чёрная пешка · d5 чёрная пешка · b4 белая пешка · d4 белая пешка · c3 белый конь · g3 белая пешка · b2 белая ладья · c2 чёрный слон · f2 белая пешка · h2 белая пешка · g1 белый король | g8 чёрный король · b7 чёрная ладья · c7 белый слон · f7 чёрная пешка · h7 чёрная пешка · c6 чёрный конь · g6 чёрная пешка · b5 чёрная пешка · d5 чёрная пешка · b4 белая пешка · d4 белая пешка · c3 белый конь · g3 белая пешка · b2 белая ладья · c2 чёрный слон · f2 белая пешка · h2 белая пешка · g1 белый король | g8 чёрный король · b7 чёрная ладья · c7 белый слон · f7 чёрная пешка · h7 чёрная пешка · c6 чёрный конь · g6 чёрная пешка · b5 чёрная пешка · d5 чёрная пешка · b4 белая пешка · d4 белая пешка · c3 белый конь · g3 белая пешка · b2 белая ладья · c2 чёрный слон · f2 белая пешка · h2 белая пешка · g1 белый король | g8 чёрный король · b7 чёрная ладья · c7 белый слон · f7 чёрная пешка · h7 чёрная пешка · c6 чёрный конь · g6 чёрная пешка · b5 чёрная пешка · d5 чёрная пешка · b4 белая пешка · d4 белая пешка · c3 белый конь · g3 белая пешка · b2 белая ладья · c2 чёрный слон · f2 белая пешка · h2 белая пешка · g1 белый король | g8 чёрный король · b7 чёрная ладья · c7 белый слон · f7 чёрная пешка · h7 чёрная пешка · c6 чёрный конь · g6 чёрная пешка · b5 чёрная пешка · d5 чёрная пешка · b4 белая пешка · d4 белая пешка · c3 белый конь · g3 белая пешка · b2 белая ладья · c2 чёрный слон · f2 белая пешка · h2 белая пешка · g1 белый король | 6 |
| 5 | g8 чёрный король · b7 чёрная ладья · c7 белый слон · f7 чёрная пешка · h7 чёрная пешка · c6 чёрный конь · g6 чёрная пешка · b5 чёрная пешка · d5 чёрная пешка · b4 белая пешка · d4 белая пешка · c3 белый конь · g3 белая пешка · b2 белая ладья · c2 чёрный слон · f2 белая пешка · h2 белая пешка · g1 белый король | g8 чёрный король · b7 чёрная ладья · c7 белый слон · f7 чёрная пешка · h7 чёрная пешка · c6 чёрный конь · g6 чёрная пешка · b5 чёрная пешка · d5 чёрная пешка · b4 белая пешка · d4 белая пешка · c3 белый конь · g3 белая пешка · b2 белая ладья · c2 чёрный слон · f2 белая пешка · h2 белая пешка · g1 белый король | g8 чёрный король · b7 чёрная ладья · c7 белый слон · f7 чёрная пешка · h7 чёрная пешка · c6 чёрный конь · g6 чёрная пешка · b5 чёрная пешка · d5 чёрная пешка · b4 белая пешка · d4 белая пешка · c3 белый конь · g3 белая пешка · b2 белая ладья · c2 чёрный слон · f2 белая пешка · h2 белая пешка · g1 белый король | g8 чёрный король · b7 чёрная ладья · c7 белый слон · f7 чёрная пешка · h7 чёрная пешка · c6 чёрный конь · g6 чёрная пешка · b5 чёрная пешка · d5 чёрная пешка · b4 белая пешка · d4 белая пешка · c3 белый конь · g3 белая пешка · b2 белая ладья · c2 чёрный слон · f2 белая пешка · h2 белая пешка · g1 белый король | g8 чёрный король · b7 чёрная ладья · c7 белый слон · f7 чёрная пешка · h7 чёрная пешка · c6 чёрный конь · g6 чёрная пешка · b5 чёрная пешка · d5 чёрная пешка · b4 белая пешка · d4 белая пешка · c3 белый конь · g3 белая пешка · b2 белая ладья · c2 чёрный слон · f2 белая пешка · h2 белая пешка · g1 белый король | g8 чёрный король · b7 чёрная ладья · c7 белый слон · f7 чёрная пешка · h7 чёрная пешка · c6 чёрный конь · g6 чёрная пешка · b5 чёрная пешка · d5 чёрная пешка · b4 белая пешка · d4 белая пешка · c3 белый конь · g3 белая пешка · b2 белая ладья · c2 чёрный слон · f2 белая пешка · h2 белая пешка · g1 белый король | g8 чёрный король · b7 чёрная ладья · c7 белый слон · f7 чёрная пешка · h7 чёрная пешка · c6 чёрный конь · g6 чёрная пешка · b5 чёрная пешка · d5 чёрная пешка · b4 белая пешка · d4 белая пешка · c3 белый конь · g3 белая пешка · b2 белая ладья · c2 чёрный слон · f2 белая пешка · h2 белая пешка · g1 белый король | g8 чёрный король · b7 чёрная ладья · c7 белый слон · f7 чёрная пешка · h7 чёрная пешка · c6 чёрный конь · g6 чёрная пешка · b5 чёрная пешка · d5 чёрная пешка · b4 белая пешка · d4 белая пешка · c3 белый конь · g3 белая пешка · b2 белая ладья · c2 чёрный слон · f2 белая пешка · h2 белая пешка · g1 белый король | 5 |
| 4 | g8 чёрный король · b7 чёрная ладья · c7 белый слон · f7 чёрная пешка · h7 чёрная пешка · c6 чёрный конь · g6 чёрная пешка · b5 чёрная пешка · d5 чёрная пешка · b4 белая пешка · d4 белая пешка · c3 белый конь · g3 белая пешка · b2 белая ладья · c2 чёрный слон · f2 белая пешка · h2 белая пешка · g1 белый король | g8 чёрный король · b7 чёрная ладья · c7 белый слон · f7 чёрная пешка · h7 чёрная пешка · c6 чёрный конь · g6 чёрная пешка · b5 чёрная пешка · d5 чёрная пешка · b4 белая пешка · d4 белая пешка · c3 белый конь · g3 белая пешка · b2 белая ладья · c2 чёрный слон · f2 белая пешка · h2 белая пешка · g1 белый король | g8 чёрный король · b7 чёрная ладья · c7 белый слон · f7 чёрная пешка · h7 чёрная пешка · c6 чёрный конь · g6 чёрная пешка · b5 чёрная пешка · d5 чёрная пешка · b4 белая пешка · d4 белая пешка · c3 белый конь · g3 белая пешка · b2 белая ладья · c2 чёрный слон · f2 белая пешка · h2 белая пешка · g1 белый король | g8 чёрный король · b7 чёрная ладья · c7 белый слон · f7 чёрная пешка · h7 чёрная пешка · c6 чёрный конь · g6 чёрная пешка · b5 чёрная пешка · d5 чёрная пешка · b4 белая пешка · d4 белая пешка · c3 белый конь · g3 белая пешка · b2 белая ладья · c2 чёрный слон · f2 белая пешка · h2 белая пешка · g1 белый король | g8 чёрный король · b7 чёрная ладья · c7 белый слон · f7 чёрная пешка · h7 чёрная пешка · c6 чёрный конь · g6 чёрная пешка · b5 чёрная пешка · d5 чёрная пешка · b4 белая пешка · d4 белая пешка · c3 белый конь · g3 белая пешка · b2 белая ладья · c2 чёрный слон · f2 белая пешка · h2 белая пешка · g1 белый король | g8 чёрный король · b7 чёрная ладья · c7 белый слон · f7 чёрная пешка · h7 чёрная пешка · c6 чёрный конь · g6 чёрная пешка · b5 чёрная пешка · d5 чёрная пешка · b4 белая пешка · d4 белая пешка · c3 белый конь · g3 белая пешка · b2 белая ладья · c2 чёрный слон · f2 белая пешка · h2 белая пешка · g1 белый король | g8 чёрный король · b7 чёрная ладья · c7 белый слон · f7 чёрная пешка · h7 чёрная пешка · c6 чёрный конь · g6 чёрная пешка · b5 чёрная пешка · d5 чёрная пешка · b4 белая пешка · d4 белая пешка · c3 белый конь · g3 белая пешка · b2 белая ладья · c2 чёрный слон · f2 белая пешка · h2 белая пешка · g1 белый король | g8 чёрный король · b7 чёрная ладья · c7 белый слон · f7 чёрная пешка · h7 чёрная пешка · c6 чёрный конь · g6 чёрная пешка · b5 чёрная пешка · d5 чёрная пешка · b4 белая пешка · d4 белая пешка · c3 белый конь · g3 белая пешка · b2 белая ладья · c2 чёрный слон · f2 белая пешка · h2 белая пешка · g1 белый король | 4 |
| 3 | g8 чёрный король · b7 чёрная ладья · c7 белый слон · f7 чёрная пешка · h7 чёрная пешка · c6 чёрный конь · g6 чёрная пешка · b5 чёрная пешка · d5 чёрная пешка · b4 белая пешка · d4 белая пешка · c3 белый конь · g3 белая пешка · b2 белая ладья · c2 чёрный слон · f2 белая пешка · h2 белая пешка · g1 белый король | g8 чёрный король · b7 чёрная ладья · c7 белый слон · f7 чёрная пешка · h7 чёрная пешка · c6 чёрный конь · g6 чёрная пешка · b5 чёрная пешка · d5 чёрная пешка · b4 белая пешка · d4 белая пешка · c3 белый конь · g3 белая пешка · b2 белая ладья · c2 чёрный слон · f2 белая пешка · h2 белая пешка · g1 белый король | g8 чёрный король · b7 чёрная ладья · c7 белый слон · f7 чёрная пешка · h7 чёрная пешка · c6 чёрный конь · g6 чёрная пешка · b5 чёрная пешка · d5 чёрная пешка · b4 белая пешка · d4 белая пешка · c3 белый конь · g3 белая пешка · b2 белая ладья · c2 чёрный слон · f2 белая пешка · h2 белая пешка · g1 белый король | g8 чёрный король · b7 чёрная ладья · c7 белый слон · f7 чёрная пешка · h7 чёрная пешка · c6 чёрный конь · g6 чёрная пешка · b5 чёрная пешка · d5 чёрная пешка · b4 белая пешка · d4 белая пешка · c3 белый конь · g3 белая пешка · b2 белая ладья · c2 чёрный слон · f2 белая пешка · h2 белая пешка · g1 белый король | g8 чёрный король · b7 чёрная ладья · c7 белый слон · f7 чёрная пешка · h7 чёрная пешка · c6 чёрный конь · g6 чёрная пешка · b5 чёрная пешка · d5 чёрная пешка · b4 белая пешка · d4 белая пешка · c3 белый конь · g3 белая пешка · b2 белая ладья · c2 чёрный слон · f2 белая пешка · h2 белая пешка · g1 белый король | g8 чёрный король · b7 чёрная ладья · c7 белый слон · f7 чёрная пешка · h7 чёрная пешка · c6 чёрный конь · g6 чёрная пешка · b5 чёрная пешка · d5 чёрная пешка · b4 белая пешка · d4 белая пешка · c3 белый конь · g3 белая пешка · b2 белая ладья · c2 чёрный слон · f2 белая пешка · h2 белая пешка · g1 белый король | g8 чёрный король · b7 чёрная ладья · c7 белый слон · f7 чёрная пешка · h7 чёрная пешка · c6 чёрный конь · g6 чёрная пешка · b5 чёрная пешка · d5 чёрная пешка · b4 белая пешка · d4 белая пешка · c3 белый конь · g3 белая пешка · b2 белая ладья · c2 чёрный слон · f2 белая пешка · h2 белая пешка · g1 белый король | g8 чёрный король · b7 чёрная ладья · c7 белый слон · f7 чёрная пешка · h7 чёрная пешка · c6 чёрный конь · g6 чёрная пешка · b5 чёрная пешка · d5 чёрная пешка · b4 белая пешка · d4 белая пешка · c3 белый конь · g3 белая пешка · b2 белая ладья · c2 чёрный слон · f2 белая пешка · h2 белая пешка · g1 белый король | 3 |
| 2 | g8 чёрный король · b7 чёрная ладья · c7 белый слон · f7 чёрная пешка · h7 чёрная пешка · c6 чёрный конь · g6 чёрная пешка · b5 чёрная пешка · d5 чёрная пешка · b4 белая пешка · d4 белая пешка · c3 белый конь · g3 белая пешка · b2 белая ладья · c2 чёрный слон · f2 белая пешка · h2 белая пешка · g1 белый король | g8 чёрный король · b7 чёрная ладья · c7 белый слон · f7 чёрная пешка · h7 чёрная пешка · c6 чёрный конь · g6 чёрная пешка · b5 чёрная пешка · d5 чёрная пешка · b4 белая пешка · d4 белая пешка · c3 белый конь · g3 белая пешка · b2 белая ладья · c2 чёрный слон · f2 белая пешка · h2 белая пешка · g1 белый король | g8 чёрный король · b7 чёрная ладья · c7 белый слон · f7 чёрная пешка · h7 чёрная пешка · c6 чёрный конь · g6 чёрная пешка · b5 чёрная пешка · d5 чёрная пешка · b4 белая пешка · d4 белая пешка · c3 белый конь · g3 белая пешка · b2 белая ладья · c2 чёрный слон · f2 белая пешка · h2 белая пешка · g1 белый король | g8 чёрный король · b7 чёрная ладья · c7 белый слон · f7 чёрная пешка · h7 чёрная пешка · c6 чёрный конь · g6 чёрная пешка · b5 чёрная пешка · d5 чёрная пешка · b4 белая пешка · d4 белая пешка · c3 белый конь · g3 белая пешка · b2 белая ладья · c2 чёрный слон · f2 белая пешка · h2 белая пешка · g1 белый король | g8 чёрный король · b7 чёрная ладья · c7 белый слон · f7 чёрная пешка · h7 чёрная пешка · c6 чёрный конь · g6 чёрная пешка · b5 чёрная пешка · d5 чёрная пешка · b4 белая пешка · d4 белая пешка · c3 белый конь · g3 белая пешка · b2 белая ладья · c2 чёрный слон · f2 белая пешка · h2 белая пешка · g1 белый король | g8 чёрный король · b7 чёрная ладья · c7 белый слон · f7 чёрная пешка · h7 чёрная пешка · c6 чёрный конь · g6 чёрная пешка · b5 чёрная пешка · d5 чёрная пешка · b4 белая пешка · d4 белая пешка · c3 белый конь · g3 белая пешка · b2 белая ладья · c2 чёрный слон · f2 белая пешка · h2 белая пешка · g1 белый король | g8 чёрный король · b7 чёрная ладья · c7 белый слон · f7 чёрная пешка · h7 чёрная пешка · c6 чёрный конь · g6 чёрная пешка · b5 чёрная пешка · d5 чёрная пешка · b4 белая пешка · d4 белая пешка · c3 белый конь · g3 белая пешка · b2 белая ладья · c2 чёрный слон · f2 белая пешка · h2 белая пешка · g1 белый король | g8 чёрный король · b7 чёрная ладья · c7 белый слон · f7 чёрная пешка · h7 чёрная пешка · c6 чёрный конь · g6 чёрная пешка · b5 чёрная пешка · d5 чёрная пешка · b4 белая пешка · d4 белая пешка · c3 белый конь · g3 белая пешка · b2 белая ладья · c2 чёрный слон · f2 белая пешка · h2 белая пешка · g1 белый король | 2 |
| 1 | g8 чёрный король · b7 чёрная ладья · c7 белый слон · f7 чёрная пешка · h7 чёрная пешка · c6 чёрный конь · g6 чёрная пешка · b5 чёрная пешка · d5 чёрная пешка · b4 белая пешка · d4 белая пешка · c3 белый конь · g3 белая пешка · b2 белая ладья · c2 чёрный слон · f2 белая пешка · h2 белая пешка · g1 белый король | g8 чёрный король · b7 чёрная ладья · c7 белый слон · f7 чёрная пешка · h7 чёрная пешка · c6 чёрный конь · g6 чёрная пешка · b5 чёрная пешка · d5 чёрная пешка · b4 белая пешка · d4 белая пешка · c3 белый конь · g3 белая пешка · b2 белая ладья · c2 чёрный слон · f2 белая пешка · h2 белая пешка · g1 белый король | g8 чёрный король · b7 чёрная ладья · c7 белый слон · f7 чёрная пешка · h7 чёрная пешка · c6 чёрный конь · g6 чёрная пешка · b5 чёрная пешка · d5 чёрная пешка · b4 белая пешка · d4 белая пешка · c3 белый конь · g3 белая пешка · b2 белая ладья · c2 чёрный слон · f2 белая пешка · h2 белая пешка · g1 белый король | g8 чёрный король · b7 чёрная ладья · c7 белый слон · f7 чёрная пешка · h7 чёрная пешка · c6 чёрный конь · g6 чёрная пешка · b5 чёрная пешка · d5 чёрная пешка · b4 белая пешка · d4 белая пешка · c3 белый конь · g3 белая пешка · b2 белая ладья · c2 чёрный слон · f2 белая пешка · h2 белая пешка · g1 белый король | g8 чёрный король · b7 чёрная ладья · c7 белый слон · f7 чёрная пешка · h7 чёрная пешка · c6 чёрный конь · g6 чёрная пешка · b5 чёрная пешка · d5 чёрная пешка · b4 белая пешка · d4 белая пешка · c3 белый конь · g3 белая пешка · b2 белая ладья · c2 чёрный слон · f2 белая пешка · h2 белая пешка · g1 белый король | g8 чёрный король · b7 чёрная ладья · c7 белый слон · f7 чёрная пешка · h7 чёрная пешка · c6 чёрный конь · g6 чёрная пешка · b5 чёрная пешка · d5 чёрная пешка · b4 белая пешка · d4 белая пешка · c3 белый конь · g3 белая пешка · b2 белая ладья · c2 чёрный слон · f2 белая пешка · h2 белая пешка · g1 белый король | g8 чёрный король · b7 чёрная ладья · c7 белый слон · f7 чёрная пешка · h7 чёрная пешка · c6 чёрный конь · g6 чёрная пешка · b5 чёрная пешка · d5 чёрная пешка · b4 белая пешка · d4 белая пешка · c3 белый конь · g3 белая пешка · b2 белая ладья · c2 чёрный слон · f2 белая пешка · h2 белая пешка · g1 белый король | g8 чёрный король · b7 чёрная ладья · c7 белый слон · f7 чёрная пешка · h7 чёрная пешка · c6 чёрный конь · g6 чёрная пешка · b5 чёрная пешка · d5 чёрная пешка · b4 белая пешка · d4 белая пешка · c3 белый конь · g3 белая пешка · b2 белая ладья · c2 чёрный слон · f2 белая пешка · h2 белая пешка · g1 белый король | 1 |
|   | a | b | c | d | e | f | g | h |   |

Широкую известность получила партия, которую Шукшта сыграл против советского мастера Е. С. Столяра на турнире в Болгарии (1969 г.). Эта партия примечательна тем, что в ней после 4-го хода возникла и долгое время сохранялась полная симметрия (за исключением момента с разменом пешек на ферзевом фланге), которая была нарушена черными только на 20-м ходу.
Столяр — Шукшта, 1969 г.
1. c4 g6 2. Кc3 Сg7 3. g3 c5 4. Сg2 Кc6 5. a3 a6 6. Лb1 Лb8 7. b4 cb 8. ab b5 9. cb ab 10. Кh3 Кh6 11. 0-0 0-0 12. d4 d5 13. С:h6 С:h3 14. С:g7 С:g2 15. С:f8 С:f1 16. С:e7 С:e2 17. С:d8 С:d1 18. Сc7 Сc2 19. Лb2 Лb7 (см. диаграмму) 20. Сe5 К:e5 21. de d4 22. Л:c2 Лc7 23. Крf1 g5 24. Крe2 d:c3 25. Крd3 Лc4 26. Л:c3 Л:b4 27. Лc7. Ничья.
По итогам полугодия партия была включена в «Шахматный информатор».

## Основные спортивные результаты
| Год         | Город          | Соревнование                                                               | + | −  | =  | Результат | Место             |
| ----------- | -------------- | -------------------------------------------------------------------------- | - | -- | -- | --------- | ----------------- |
| 1952        | Закопане       | Командный чемпионат Польши («Kolejarz Warszawa», 2-я доска)                |   |    |    |           | Команда — чемпион |
|             | Катовице       | Чемпионат Польши                                                           | 6 | 11 | 4  | 8 из 21   | 17                |
| 1956        | Уппсала        | Командный чемпионат мира среди студентов (сборная Польши, 4-я доска)       |   |    |    |           |                   |
|             | Ченстохова     | Чемпионат Польши                                                           | 8 | 4  | 7  | 11½ из 19 | 3—5               |
| 1956 / 1957 | Минск          | Матч Белорусская ССР — Польша (3-я доска, против А. И. Шагаловича)         | 0 | 1  | 1  | ½ из 2    |                   |
| 1957        | Щавно-Здруй    | Мемориал Д. Пшепюрки                                                       | 3 | 6  | 6  | 5 из 15   | 14                |
|             | Варшава        | Чемпионат Польши                                                           | 5 | 2  | 10 | 10 из 17  | 4—9               |
| 1958        | Поляница-Здруй | Отборочный турнир в олимпийскую сборную                                    |   |    |    |           |                   |
|             | Мюнхен         | XIII Олимпиада (сборная Польши, 3-я доска)                                 | 3 | 2  | 5  | 5½ из 10  |                   |
| 1959        | Лодзь          | Чемпионат Польши                                                           | 5 | 4  | 8  | 9 из 17   | 8—9               |
|             |                | Командный чемпионат Польши («Polonia Warszawa», 1-я доска)                 |   |    |    |           | Команда — чемпион |
| 1960        | Вроцлав        | Командный чемпионат Польши («Legion Warszawa», 2-я доска)                  |   |    |    |           | Команда — чемпион |
| 1961        | Вроцлав        | Командный чемпионат Польши («Legion Warszawa», 2-я доска)                  |   |    |    |           | Команда — чемпион |
|             | Варшава        | Матч Варшава — Будапешт (против Я. Флеша и Э. Гастоньи)                    | 1 | 1  | 0  | 1 из 2    |                   |
|             | Оберхаузен     | Отборочный турнир командного чемпионата Европы (сборная Польши, 7-я доска) | 0 | 2  | 3  | 1½ из 5   |                   |
| 1962        | Вроцлав        | Командный чемпионат Польши («Legion Warszawa», 2-я доска)                  |   |    |    |           | Команда — 3-я     |
|             | Будапешт       | Матч Будапешт — Варшава (против Я. Флеша и Э. Хаага)                       | 1 | 2  | 1  | 1½ из 4   |                   |
| 1963        | Глухолазы      | Чемпионат Польши                                                           | 4 | 6  | 5  | 6½ из 15  | 11—12             |
|             | Висла          | Командный чемпионат Польши («Legion Warszawa», 3-я доска)                  |   |    |    |           | Команда — чемпион |
| 1964        | Ченстохова     | Командный чемпионат Польши («Legion Warszawa», 4-я доска)                  |   |    |    |           | Команда — чемпион |
|             |                | Матч «Legion Warszawa» — «Honvéd» (против Э. Надя)                         | 0 | 3  | 0  | 0 из 3    |                   |
| 1965        | Краков         | Командный чемпионат Польши («Legion Warszawa», 4-я доска)                  |   |    |    |           | Команда — 2-я     |
| 1966        | Варшава        | Командный чемпионат Польши («Legion Warszawa», запасной)                   |   |    |    |           | Команда — 3-я     |
| 1967        | Вроцлав        | Командный чемпионат Польши («Legion Warszawa», 4-я доска)                  |   |    |    |           | Команда — чемпион |
| 1968        | Познань        | Командный чемпионат Польши («Legion Warszawa», 3-я доска)                  |   |    |    |           | Команда — 2-я     |
| 1969        | Люблин         | Чемпионат Польши                                                           | 3 | 5  | 7  | 6½ из 15  | 11                |
|             | Вроцлав        | Командный чемпионат Польши («Legion Warszawa», 2-я доска)                  |   |    |    |           | Команда — чемпион |
|             | Варшава        | Командный турнир дружественных армий (сборная Польши, ?-я доска)           | 1 | 2  | 0  | 1 из 3    |                   |
| 1971        | Висла          | Командный чемпионат Польши («Legion Warszawa», 3-я доска)                  |   |    |    |           | Команда — 2-я     |
| 1972        | Мендзыздрое    | Командный чемпионат Польши («Legion Warszawa», 4-я доска)                  |   |    |    |           | Команда — чемпион |
| 1974        | Августов       | Опен-турнир                                                                |   |    |    |           | 1—4               |
| 1975        | Познань        | Чемпионат Польши                                                           |   |    |    |           | [ 20 ] [ 21 ]     |
| 1979        | Алжир          | Опен-турнир                                                                |   |    |    |           | 1                 |
|             | Мечери         | Опен-турнир                                                                |   |    |    |           | 1—?               |